# 375007 Buxy
375007 Buxy este o planetă minoră (asteroid) din centura de asteroizi. A fost descoperită pe 14 aprilie 2007 la Nogales de Jean-Claude Merlin⁠(d). 
Obiectul prezintă o orbită caracterizată de o semiaxă mare de 2,7998499988705 UAi, o excentricitate de 0,12, o înclinație de 10,3 ° în raport cu ecliptica.